# Furni
Furni – grecka wyspa na Morzu Egejskim otoczona kilkunastoma małymi wysepkami, w tym kilkoma zamieszkanymi. Furni położona jest pomiędzy Ikarią, Samos oraz Patmos. Leży w administracji zdecentralizowanej Wyspy Egejskie, w regionie Wyspy Egejskie Północne, w jednostce regionalnej Ikaria, w gminie Furni Korseon. Największą wyspą grupy wysp jest Furni, gdzie znajduje się miejscowość Furni, która obsługuje m.in. połączenia promowe z okolicznymi wyspami. Drugą pod względem wielkości wyspą grupy jest Tymina, którą zamieszkuje około 140 mieszkańców. Mieszkańcy Furni oraz okolicznych wysp zajmują się głównie rybołówstwem, a także w trakcie sezonu letniego turystyką. Wtedy też lokalni mieszkańcy wynajmują pokoje turystom oraz otwierają lokalne restauracje. Nu Furni znajduje się wiele plaż piaszczystych, m.in. Vlychada, Vitsilia, Petrokopio, Elidaki oraz Bali. 

## Klimat
Klimat na wyspie jest suchy oraz gorący podczas lata. Zimy z przeciętną ilością opadów, dodatkowo silne wiatry wzmagają uczucie chłodu.

## Komunikacja
Komunikacja na wyspie jest często zakłócana w trakcie sezonu zimowego (głównie od listopada do kwietnia) ze względu na złą pogodę, głównie silne wiatry. Przez resztę sezonu komunikacja z lokalnymi wyspami Ikarią oraz Samos to jedyne bezpośrednie połączenia na i z wyspy. Brak bezpośrednich połączeń z Atenami powoduje, że podróżujący z Grecji kontynentalnej muszą się przesiadać na innych wyspach, aby dotrzeć na Furni.

## Osadnictwo
Wyspę Furni zamieszkuje 1326 mieszkańców, oprócz tego w skład grupy wysp wchodzi kilka zaludnionych wysp, na których łącznie mieszka około 1000 mieszkańców. Poniżej znajduje się lista wszystkich zaludnionych wysp.
| Wyspa                    | Populacja |
| ------------------------ | --------- |
| Ágios Minás              | 3         |
| Ágios Ioánnis Thermastís | 33        |
| Furni                    | 1326      |
| Tymina                   | 140       |